# Laura Pausini World Tour 2023-2024
Laura Pausini World Tour 2023-2024 es la novena gira mundial de la cantante italiana Laura Pausini, que comenzará el 30 de junio de 2023 en Venecia, Italia y, al momento, está prevista a ser terminada para el verano de 2024 en su natal Italia, en los estadios más importantes. Desde el inicio de la gira, Laura Pausini mencionó que sería un año entero de trabajo entre el tour y la salida de su nuevo álbum de estudio, a lanzarse el 27 de octubre de 2023.
Luego de las fechas denominadas como World Tour Premiere en Venecia y Sevilla, en el verano del 2023, la gira continuará por Europa desde diciembre de 2023 hasta febrero de 2024 tocando en países como: Italia, España, Portugal, el cual visitará por primera vez desde 1999, Francia, Bélgica, Suiza y Alemania. Luego, desde febrero a abril del 2024, visitará América comenzando en Argentina, pasando por Brasil, Perú, Ecuador, Colombia, la cual no visita desde 1997, Costa Rica, México, Estados Unidos y Chile (Febrero 2024).Laura Pausini mencionó en redes sociales que se espera que se añadan más fechas a la gira.

## Banda y Bailarines

### Banda
- Paolo Carta: guitarra eléctrica, dirección musical
- Thomas Festa: guitarras
- Yuri Barilaro: guitarras
- Fabio Coppini: piano
- Gareth Brown: batería
- Roberto Gallinelli: bajo eléctrico
- Ernesto Lopez: percusión
- Roberta Granà: coros
- Bruno Corazza: coros
- Giorgia Galassi: coros
- Salimata Ariane Diakite: coros
- Oumy Ndiaye: coros
- Mattia Algieri: coros

### Bailarines
- Angelo Recchia
- Ilaria Cavola
- Kristijan Besirovic
- Adriano Bettinelli
- Lorenzo Ferroni
- Valentina Marino
- Francesca Mottola
- Jay Jamandra
- Jody Proietti
- Francesca Tanas
- Sebastian Melo Taveira
- Osagie Luigi Turetti

## Repertorio

### World Tour Premier 2023
| Venezia |
| --- |
| (1° parte: PASADO) 1. La solitudine 2. Strani amori 3. Incancellabile 4. E ritorno da te 5. Medley Romántico: Non è detto, Lato destro del cuore, Non ho mai smesso, In assenza di te 6. Io sì (seen) 7. Vivimi 8. Tra te e il mare 9. Sorella Terra (2° parte: PRESENTE) 10. Un buon inizio 11. Medley Rock: Frasi a metà, Io canto, Un'emergenza d'amore 12. Medley Personale: Celeste, Il nostro amore quotidiano, Davanti a noi 13. E.STA.A.TE 14. Come se non fosse stato mai amore 15. Invece no 16. Resta in ascolto 17. Primavera in anticipo (It is my song) (3° parte: FUTURO) 18. Scatola 19. Le cose che vivi 20. Medley 2000: Limpido, Surrender, Con la musica alla radio 21. Benvenuto 22. Simili 23. Il primo passo sulla luna 24. Un buon inizio (reprise) 1. |

| Sevilla |
| --- |
| (1° parte: PASADO) 1. La soledad 2. Amores Extraños 3. Inolvidable 4. Volveré junto a ti 5. Medley Romántico: Nadie ha dicho, Lado derecho del corazón, Jamás abandoné, En ausencia de ti 6. Yo sí (seen) 7. Víveme 8. Entre tú y mil mares 9. Hermana tierra (2° parte: PRESENTE) 10. Un buen inicio 11. Medley Rock: Verdades a medias, Yo canto, Emergencia de amor 12. Medley Personal: Así celeste, Nuestro amor de cada día, Frente a nosotros 13. ESTÁ.ALLÁ 14. Como si no nos hubiéramos amado 15. En cambio no 16. Escucha atento 17. Primavera anticipada (It is my song) (3° parte: FUTURO) 18. Caja 19. Las cosas que vives 20. Medley 2000: Limpo, Surrender, Con la música en la radio 21. Bienvenido 22. Similares 23. Se fue 24. Un buen inicio (reprise) 1. |

### World Tour 2023-2024
| World Tour 2023-2024 |
| --- |
| 1. El primer paso en la luna 2. Durar 3. Un Buen Inicio 4. Medley Rock: Todas las veces / Verdades a medias / Yo Canto / Emergencia de amor 5. Medley Personal: Así Celeste / Nuestro amor de cada día / Frente a nosotros 6. Escucha Atento 7. Almas Paralelas 8. Entre tú y mil Mares 9. Como si no nos hubiéramos amado 10. Primavera Anticipada (It is my song) 11. Caja 12. Volveré junto a ti 13. Medley 2000: Limpio / Surrender / Con la música en la radio 14. Medley Romantico: Surprise Song / Nadie ha dicho / Lado derecho del corazón / Jamás abandoné / En ausencia di ti (It's not goodbye) 15. Bienvenido 16. Similares 17. Las Cosas que Vives 18. Yo Sí 19. Viveme 20. Hermana Tierra 21. Cero 22. En cambio No 23. Inolvidable 24. Amores Extraños 25. La Soledad 26. Se Fue (reprise) |

 nota En Rimini, en lugar de Se fue canta El primer Paso en la Luna (reprise)

### Canciones Sorpresa
| Canciones Sorpresa |
| --- |
| 1. 8.12.2023 Rimini (IT): Però 2. 9.12.2023 Rimini (IT): Il coraggio di andare 3. 12.12.2023 Roma (IT): Il tuo nome in maiuscolo 4. 13.12.2023 Roma (IT): La soluzione 5. 15.12.2023 Roma (IT): La geografia del mio cammino 6. 16.12.2023 Roma (IT): Vale la pena 7. 19.12.2023 Mantua (IT): Più che un'idea 8. 20.12.2023 Mantua (IT): Se non te 9. 22.12.2023 Florencia (IT): Mi tengo 10. 23.12.2023 Florencia (IT): Venere 11. 26.12.2023 Eboli (IT): Cos'è 12. 27.12.2023 Eboli (IT): Bellissimo Così 13. 29.12.2023 Bari (IT): Eppure non è così 14. 30.12.2023 Bari (IT): Sono solo nuvole 15. 6.1.2023 Padua (IT): Nel primo sguardo (Dedicada a su hermana Silvia) 16. 7.1.2023 Padua (IT): Nemica 17. 9.1.2024 Bolonia (IT): Benedetta passione 18. 10.1.2024 Bolonia (IT): Oltre la superficie 19. 12.1.2024 Turín (IT): Flashback 20. 13.1.2024 Turín (IT): Una storia che vale 21. 15.1.2024 Bolzano (IT): Un fatto ovvio 22. 17.1.2024 Milán (IT): Dimora naturale 23. 18.1.2024 Milán (IT): Mi abbandono a te 24. 23.1.2024 Milán (IT): All'amore nostro 25. 24.1.2024 Milán (IT): Bastava 26. 27.1.2024 Madrid (ES): En la puerta de al lado 27. 29.1.2024 Barcelona (ES): Más allá de la superficie 28. 3.2.2024 Lisboa (PT): Lettera 29. 10.2.2024 Bruselas (BE): Gente 30. 12.2.2024 París (FR): On n'oublie jamais rien, on vit avec 31. 15.2.2024 Zurich (CH): Casomai 32. 16.2.2024 Stuttgart (DE): Ascolta il tuo cuore 33. 23.2.2024 Monticello (CL): Menos mal 34. 25.2.2024 Santiago (CL): Vale la pena 35. 28.2.2024 Buenos Aires (AR): Dimora naturale y Hogar natural 36. 2.3.2024 Sao Paolo (BR): Seamisai 37. 3.3.2024 Sao Paolo (BR): Lettera 38. 6.3.2024 Lima (PE): Flashback 39. 8.3.2024 Quito (EC): Gente 40. 10.3.2024 Bogotá (CO): Pero, Quiero decirte que te amo, Escucha a tu corazón, Gente,, Carta 41. 13.3.2024 San José (CR): Venus 42. 16.3.2024 Ciudad de México (MX): La solución 43. 18.3.2024 Monterrey (MX): Más que una idea 44. 21.3.2024 Houston (EU): One more time 45. 23.3.2024 Los Angeles (EU): Without you 46. 28.3.2024 Orlando (EU): I need love 47. 30.3.2024 Miami (EU): Every Day Is A Monday 48. 4.4.2024 Chicago (EU): No river is wilder 49. 6.4.2024 Nueva York (EU): Looking for an angel |

## Fechas
| Fecha                                          | Ciudad                                         | País                                           | Recinto                                        |
| 24 Hours 30 Anniversary and World Tour Premier | 24 Hours 30 Anniversary and World Tour Premier | 24 Hours 30 Anniversary and World Tour Premier | 24 Hours 30 Anniversary and World Tour Premier |
| ---------------------------------------------- | ---------------------------------------------- | ---------------------------------------------- | ---------------------------------------------- |
| 27 de febrero de 2023                          | New York                                       | Estados Unidos                                 | Apollo Theater                                 |
| 27 de febrero de 2023                          | Madrid                                         | España                                         | Music Station                                  |
| 27 de febrero de 2023                          | Milano                                         | Italia                                         | Teatro Carcano                                 |
| 30 de junio de 2023                            | Venecia                                        | Italia                                         | Plaza San Marcos                               |
| 1 de julio de 2023                             | Venecia                                        | Italia                                         | Plaza San Marcos                               |
| 2 de julio de 2023                             | Venecia                                        | Italia                                         | Plaza San Marcos                               |
| 21 de julio de 2023                            | Sevilla                                        | España                                         | Plaza de España                                |
| 22 de julio de 2023                            | Sevilla                                        | España                                         | Plaza de España                                |
| Europa                                         |                                                |                                                |                                                |
| 8 de diciembre de 2023                         | Rimini                                         | Italia                                         | RDS Stadium                                    |
| 9 de diciembre de 2023                         | Rimini                                         | Italia                                         | RDS Stadium                                    |
| 12 de diciembre de 2023                        | Roma                                           | Italia                                         | Palazzo dello Sport                            |
| 13 de diciembre de 2023                        | Roma                                           | Italia                                         | Palazzo dello Sport                            |
| 15 de diciembre de 2023                        | Roma                                           | Italia                                         | Palazzo dello Sport                            |
| 16 de diciembre de 2023                        | Roma                                           | Italia                                         | Palazzo dello Sport                            |
| 19 de diciembre de 2023                        | Mantua                                         | Italia                                         | Pala Unical                                    |
| 20 de diciembre de 2023                        | Mantua                                         | Italia                                         | Pala Unical                                    |
| 22 de diciembre de 2023                        | Florencia                                      | Italia                                         | Nelson Mandela Forum                           |
| 23 de diciembre de 2023                        | Florencia                                      | Italia                                         | Nelson Mandela Forum                           |
| 26 de diciembre de 2023                        | Éboli                                          | Italia                                         | PalaSele                                       |
| 27 de diciembre de 2023                        | Éboli                                          | Italia                                         | PalaSele                                       |
| 29 de diciembre de 2023                        | Bari                                           | Italia                                         | PalaFlorio                                     |
| 30 de diciembre de 2023                        | Bari                                           | Italia                                         | PalaFlorio                                     |
| 6 de enero de 2024                             | Padua                                          | Italia                                         | Fiera                                          |
| 7 de enero de 2024                             | Padua                                          | Italia                                         | Fiera                                          |
| 9 de enero de 2024                             | Bolonia                                        | Italia                                         | Unipol Arena                                   |
| 10 de enero de 2024                            | Bolonia                                        | Italia                                         | Unipol Arena                                   |
| 12 de enero de 2024                            | Turín                                          | Italia                                         | Pala Alpitour                                  |
| 13 de enero de 2024                            | Turín                                          | Italia                                         | Pala Alpitour                                  |
| 15 de enero de 2024                            | Bolzano                                        | Italia                                         | Sparkasse Arena                                |
| 17 de enero de 2024                            | Milán                                          | Italia                                         | Mediolanum Forum                               |
| 18 de enero de 2024                            | Milán                                          | Italia                                         | Mediolanum Forum                               |
| 23 de enero de 2024                            | Milán                                          |                                                | Mediolanum Forum                               |
| 24 de enero de 2024                            | Milán                                          |                                                | Mediolanum Forum                               |
| 27 de enero de 2024                            | Madrid                                         | España                                         | Wizink Center                                  |
| 29 de enero de 2024                            | Barcelona                                      | España                                         | Palau Sant Jordi                               |
| 3 de febrero de 2024                           | Lisboa                                         | Portugal                                       | Altice Arena                                   |
| 10 de febrero de 2024                          | Bruselas                                       | Bélgica                                        | Forest National                                |
| 12 de febrero de 2024                          | París                                          | Francia                                        | Accor Arena                                    |
| 15 de febrero de 2024                          | Zúrich                                         | Suiza                                          | Hallenstadion                                  |
| 16 de febrero de 2024                          | Stuttgart                                      | Alemania                                       | Schleyer Halle                                 |
| Latinoamérica                                  |                                                |                                                |                                                |
| 23 de febrero de 2024                          | Monticello                                     | Chile                                          | Gran Arena Monticello                          |
| 25 de febrero de 2024                          | Santiago                                       | Chile                                          | Movistar Arena                                 |
| 28 de febrero de 2024                          | Buenos Aires                                   | Argentina                                      | Movistar Arena                                 |
| 2 de marzo de 2024                             | Sao Paulo                                      | Brasil                                         | Espaço Unimed                                  |
| 3 de marzo de 2024                             | Sao Paulo                                      | Brasil                                         | Espaço Unimed                                  |
| 6 de marzo de 2024                             | Lima                                           | Perú                                           | Arena 1                                        |
| 8 de marzo de 2024                             | Quito                                          | Ecuador                                        | Coliseo Rumiñahui                              |
| 10 de marzo de 2024                            | Bogotá                                         | Colombia                                       | Movistar Arena                                 |
| 13 de marzo de 2024                            | San José                                       | Costa Rica                                     | Auditorio Coca-Cola                            |
| 16 de marzo de 2024                            | Ciudad de México                               | México                                         | Arena Ciudad de México                         |
| 18 de marzo de 2024                            | Monterrey                                      | México                                         | Arena Monterrey                                |
| Norteamérica                                   |                                                |                                                |                                                |
| 21 de marzo de 2024                            | Houston                                        | Estados Unidos                                 | Smart Financial Centre                         |
| 23 de marzo de 2024                            | Los Ángeles                                    | Estados Unidos                                 | YouTube Theater                                |
| 28 de marzo de 2024                            | Orlando                                        | Estados Unidos                                 | Dr. Phillips Center                            |
| 30 de marzo de 2024                            | Miami                                          | Estados Unidos                                 | Kaseya Center                                  |
| 4 de abril de 2024                             | Chicago                                        | Estados Unidos                                 | Rosemont Theatre                               |
| 6 de abril de 2024                             | Nueva York                                     | Estados Unidos                                 | The Theater at MSG                             |
| 5 de octubre de 2024                           | Nueva York                                     | Estados Unidos                                 | UBS Arena                                      |
| Europa                                         |                                                |                                                |                                                |
| 4 de noviembre de 2024                         | Londres                                        | Reino Unido                                    | O2 Shepherd's Bush Empire                      |
| 5 de noviembre de 2024                         | Londres                                        | Reino Unido                                    | O2 Shepherd's Bush Empire                      |
| 13 de noviembre de 2024                        | Eboli                                          | Italia                                         | Pala Sele                                      |
| 15 de noviembre de 2024                        | Bari                                           | Italia                                         | Pala Florio                                    |
| 16 de noviembre de 2024                        | Bari                                           | Italia                                         | Pala Florio                                    |
| 18 de noviembre de 2024                        | Roma                                           | Italia                                         | Palazzo dello Sport                            |
| 19 de noviembre de 2024                        | Roma                                           | Italia                                         | Palazzo dello Sport                            |
| 21 de noviembre de 2024                        | Livorno                                        | Italia                                         | Modigliani Forum                               |
| 23 de noviembre de 2024                        | Pesaro                                         | Italia                                         | Vitrifrigo Arena                               |
| 27 de noviembre de 2024                        | Milán                                          | Italia                                         | Forum di Milano                                |
| 28 de noviembre de 2024                        | Milán                                          | Italia                                         | Forum di Milano                                |
| 30 de noviembre de 2024                        | Turín                                          | Italia                                         | Inalpi Arena                                   |
| 3 de diciembre de 2024                         | Marsella                                       | Francia                                        | Dome de Marseille                              |
| 5 de diciembre de 2024                         | Málaga                                         | España                                         | Palacio de Deportes                            |
| 7 de diciembre de 2024                         | Pamplona                                       | España                                         | Navarra Arena                                  |
| 9 de diciembre de 2024                         | Ginebra                                        | Suiza                                          | Arena Geneve                                   |
| 11 de diciembre de 2024                        | Basilea                                        | Suiza                                          | St Jackobs Halle                               |
| 12 de diciembre de 2024                        | Múnich                                         | Alemania                                       | Olympiahalle                                   |
| 16 de diciembre de 2024                        | Sofía                                          | Bulgaria                                       | Arena Armeec                                   |
| 18 de diciembre de 2024                        | Belgrado                                       | Serbia                                         | Stark Arena                                    |
| 20 de diciembre de 2024                        | Liubliana                                      | Eslovenia                                      | Arena Stozice                                  |
| 28 de diciembre de 2024                        | Mesina                                         | Italia                                         | Pala Rescifina                                 |
| 29 de diciembre de 2024                        | Mesina                                         | Italia                                         | Pala Rescifina                                 |
| 31 de diciembre de 2024                        | Mesina                                         | Italia                                         | Pala Rescifina                                 |

Cronología de anuncios
- 25 de enero del 2023: primeras 2 fechas (30 de junio y 21 de julio).
- 27 de enero del 2023: nueva fecha en Venezia (1 de julio).
- 30 de enero del 2023: nuevas fechas en Venezia (2 de julio) y Sevilla (22 de julio).
- 22 de marzo del 2023: 31 fechas (8 de diciembre del 2023 - 6 de abril del 2024)
- 25 de marzo del 2023: fechas duplicadas en Roma (13 de diciembre), Bari (30 de diciembre) y Milán (18 de enero).
- 6 de abril de 2023: fechas duplicadas en Mantua (20 de diciembre) e Torino (13 de enero).
- 5 de mayo de 2023: fechas duplicadas en Rimini (9 de diciembre)
- 29 de mayo de 2023: fechas duplicadas en São Paulo (3 de marzo)
- 6 de julio de 2023: fecha triplicada en Roma (15 de diciembre) y fechas duplicadas en Florencia (23 de diciembre), Eboli (27 de diciembre) y Padua (7 de enero).
- 6 de diciembre de 2023: a través de un live de Instagram, Laura anuncia la fecha en San José, Costa Rica (13 de marzo).
- 27 de febrero de 2024: a través de redes sociales, Laura anuncia una segunda tanda se conciertos para noviembre y diciembre de 2024 en Europa.
- 5 de marzo de 2024: se anuncian dos fechas extra en Mesina (29 y 31 de diciembre).
- 25 de marzo de 2024: se anuncia una segunda fecha en Londres (5 de noviembre) y Milán (28 de noviembre).